# Kani Bozon
Pour les articles homonymes, voir Kani (homonymie) et Bozon.
Kani Bozon est une commune malienne, chef-lieu d'arrondissement dans le cercle de Bankass et la région de Bandiagara.

## Villages

Carte communale

La commune s'étend sur 19 localités relevées lors du recensement général de 2009. 
Les villages les plus peuplés sont :
- Kani Bonzon (1 934 habitants)
- Sadia Habbé (1 425 habitants)
- Kani Kombolé (1 232 habitants)